# Declaración positiva
En las ciencias sociales y filosofía, una declaración positiva, también llamada descriptiva, contiene información sobre lo que "es", "era", o "será", y no contiene ninguna indicación o juicio de aprobación o desaprobación ("lo que debería ser"). Las declaraciones positivas son así el opuesto de las declaraciones normativas.
Las declaraciónes positivas están basadas en evidencia empírica. Por ejemplo, "una caída en el suministro de gasolina llevará a un aumento en su precio" y "un aumento en la tasa de vacunación disminuye la tasa de mortalidad" pueden ser medidas de forma empírica.  
Nótese que, no obstante, una declaración positiva puede ser falsa, es decir, puede describir incorrectamente los hechos: "La luna está hecha del queso verde", aunque obvia y empíricamente falsa, es una declaración positiva porque describe algo que "es", sin juzgar lo que "debería" ser.